# Kodeks Boturini

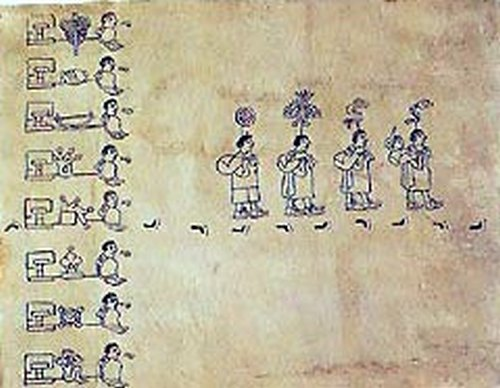
Fragment Kodeksu Boturini

Kodeks Boturini – średniowieczny dokument opisujący historię Azteków-Chichimeków sprzed przybycia konkwistadorów hiszpańskich.

## Pochodzenie
Pochodzenie i datowanie manuskryptu nie jest do końca pewne. Prawdopodobnie powstał w pobliżu Tenochtitlán. Niektórzy badacze skłaniają się do okresu pomiędzy datami 1521–1540. Dowodem na to ma być drzewo namalowane na stronie trzeciej, posiadające wyraźne cechy europejskie. W całym dokumencie nie ma jednak żadnych innych tego typu naleciałości.
Pierwotnym właścicielem był Włoch Lorenzo Boturini Benaduci (1702–1751), od którego kodeks wziął swoją nazwę.

## Opis
Kodeks Boturini mówi o historii ludu Mexico na wyspie Aztlán, od ich wędrówki przez centralny Meksyk, przez walki i klęski poniesione z ręki króla Coxoxtli i niewolę u Colhuan, aż po przybycie do Chapultepec (1168–1355). Manuskrypt został zapisany na arkuszu papieru z pasków kory drzewa figowego (amatl) o wymiarach 19 cm na 549 cm. Arkusz złożony jest na kształt akordeonu, na 24 strony - każda z nich ma szerokość ok. 24 cm.
Liczby w kodeksie są namalowane czarnym atramentem, a daty kolorem czerwonym. W całym kodeksie nie występują żadne inne barwy. Styl przedstawienia dat jest podobny jak w innych kodeksach Azteckich tj. regularny i schludny, a przedstawione postacie, znaki miejsc i inne symbole charakteryzują się uproszczoną stenografią. Cechą odróżniającą Kodeks Boturini od innych znanych manuskryptów jest pozostawienie dużej przestrzeni na stronach. W innych kodeksach strony są gęsto zapełnione rozmaitymi symbolami, postaciami i znakami. Taki układ Kodeksu Boturini skłania dzisiejszych badaczy (Karl Young, Donald Robertson) do wniosku, iż miał on przeznaczenie podręcznika dla początkujących uczni nie władających dobrze symboliką i sztuką pisania. Każda osoba, data, imiona są z sobą powiązane i nawzajem oddziałują na siebie. Większość stron zawiera kolumny dat posegregowane w czterech lub pięciu grupach w zależności od tego czy dotyczą religii, czy kosmologii.

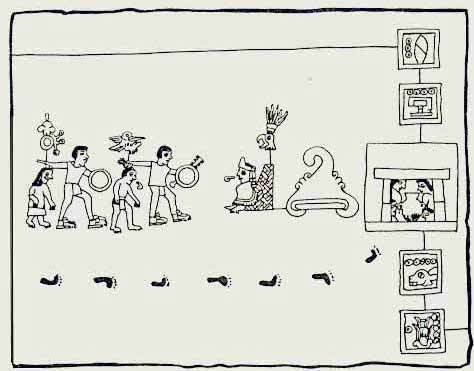
Strona z Kodeksu Boturini

Ciekawym zabiegiem autora jest przedstawienie odcisków stóp na poszczególnych kartach mających ukazywać kierunek wędrówki Azteków, co pozwala na związanie całej księgi w jedną jednolitą treść. W wielu pismach prekolumbijskich odciski stóp symbolizują boga Huitzilopochtli, który kierował lud Mexica w ich wędrówce.
Kodeks Boturini jest niekiedy nazywany "Tira de la Perigrinacion" (hiszp. Wstęga Wędrówki) lub "del Tira Museo"

## Publikacje
Na temat Kodeksu Boturini napisano wiele opracowań, w wielu także się o nim wspomina. Do najważniejszych należą:
- Jose Fernando Ramirez: Cuadro Historico-geroglifico de la Peregrinacion de los Tribus Aztecas . . . (No. 2). (Imprenta de Jose Mariano Fernandez de Lara) Meksyk, 1858. - Praca, na podstawie której powstała większość poniższych opracowań;

- Paul Radin: The Sources and Authenticity of the History of the Ancient Mexicans (University of California Publications in Archaeology and Ethnology, 17 <1>), Berkeley, 1920.
- Juan de Trovar: Codice Ramirez (Editorial Leyenda), Meksyk, 1944.
- Donald Robertson: Mexican Manuscript Painting of the Colonial Period (Yale University Press), New Haven, 1959.
- Fray Bernardino de Sahagun: The Florentine Codex (C. Dibble & J.O. Anderson eds & trans. School of American Research, Santa Fe & University of Utah), Salt Lake City, 1950-1969.
- Libreria Echaniz: Tira de la Perigrinacion Mexica, Meksyk, 1964.
- Jose Corona Nuńez: Explicacion del Codice Boturini, in Antiguedades de Mexico, Vol. II (Secretaria de Hacienda y Credito Publico), Meksyk, 1964.
- Burr Cartwright Brundage: A Rain of Darts (U. of Texas Press), Austin, 1972.
- Nigel Davies: The Aztecs (U. of Oklahoma Press), Norman, 1973.
- Heinrich Berlin: Anales de Tlateloco, Meksyk, 1980.